# Colombey-les-Deux-Églises
Colombey-les-Deux-Églises är en kommun i departementet Haute-Marne i regionen Grand Est (tidigare regionen Champagne-Ardenne) i nordöstra Frankrike. Kommunen ligger i kantonen Juzennecourt som tillhör arrondissementet Chaumont. År 2022 hade Colombey-les-Deux-Églises 666 invånare.
Den franske generalen och presidenten Charles de Gaulle avled här 9 november 1970 och ligger begravd på ortens kyrkogård.

## Befolkningsutveckling
Antalet invånare i kommunen Colombey-les-Deux-Églises
| Referens: INSEE |